# Csajok hajnalig
A Csajok hajnalig (eredeti cím: Rough Night) 2017-ben bemutatott amerikai filmvígjáték, melyet saját és Paul W. Downs forgatókönyvéből Lucia Aniello rendezett. A főbb szerepekben Scarlett Johansson, Kate McKinnon, Jillian Bell, Ilana Glazer és Zoë Kravitz látható.
Világpremierje 2017. június 12-én volt New Yorkban. Az Amerikai Egyesült Államokban 2017. június 16-án, Magyarországon 2017. június 15-én mutatták be a mozikban. 

## Cselekmény
A film egy lánybúcsúról szól, ahol a férfi sztriptíztáncos váratlanul meghal. A buli résztvevőinek ezután szembe kell nézniük az incidens következményeivel, bizonyítva ártatlanságukat.

## Szereplők
| Szerep  | Színész            | Magyar hang     |
| ------- | ------------------ | --------------- |
| Jess    | Scarlett Johansson | Bánfalvi Eszter |
| Alice   | Jillian Bell       | Murányi Tünde   |
| Pippa   | Kate McKinnon      | Peller Anna     |
| Blair   | Zoë Kravitz        | Pálmai Anna     |
| Frankie | Ilana Glazer       | Zsigmond Tamara |
| Lea     | Demi Moore         | Détár Enikő     |
| Scotty  | Colton Haynes      | Czető Roland    |
| Ruiz    | Enrique Murciano   | Anger Zsolt     |
| Pietro  | Ty Burrell         | Vass Gábor      |

## Értékelések
| Értékelő            | Értékelés |
| ------------------- | --------- |
| Indiewire           | 83/100    |
| Vox                 | 70/100    |
| Variety             | 70/100    |
| The Globe and Mail  | 63/100    |
| The Seattle Times   | 63/100    |
| Chicago Tribune     | 63/100    |
| Arizona Republic    | 60/100    |
| New York Daily News | 60/100    |